# Kepler-438b
Kepler-438b (auch KOI-3284.01) ist ein bestätigter und nahezu erdgroßer Exoplanet, sehr wahrscheinlich ein Gesteinsplanet, der den Roten Zwerg Kepler-438 im Sternbild Leier in dessen habitabler Zone umkreist. Der Planet wurde durch das Weltraumteleskop Kepler der NASA mit Hilfe der Transitmethode entdeckt, wobei die geringfügige Verfinsterung des Sterns beim Vorüberziehen des Planeten gemessen wird. Die NASA gab die Bestätigung des Exoplaneten am 6. Januar 2015 bekannt.

## Bestätigter Exoplanet
Kepler-438b ist ein Exoplanet von nahezu der Größe der Erde mit 1,12 Erdradien. Der Planet umkreist den roten Zwergstern Kepler-438, der wesentlich kleiner und kühler als die Sonne ist, in 35,2 Tagen.

## Bewohnbarkeit
Der Planet befindet sich in der habitablen Zone von Kepler-438, wo flüssiges Wasser auf seiner Oberfläche existieren könnte. Bei der Bekanntgabe seiner Entdeckung wurde Kepler-438b als einer der am meisten erdähnlichen Planeten bezeichnet, in Bezug auf seine Größe und Temperatur, die bis dahin gefunden worden sind. Die Oberflächentemperatur wird zum Beispiel auf 276 Kelvin oder 3 °C geschätzt (berechnet als Gleichgewichtstemperatur bei einer angenommenen Bond-Albedo der Erde von 255 K. Die tatsächliche Temperatur dürfte sogar noch etwas höher liegen, abhängig von der nicht bekannten Atmosphäre, denn die mittlere Temperatur auf der Erdoberfläche beträgt auf Grund der Bond-Albedo 288 K oder 15 °C statt 255 K).

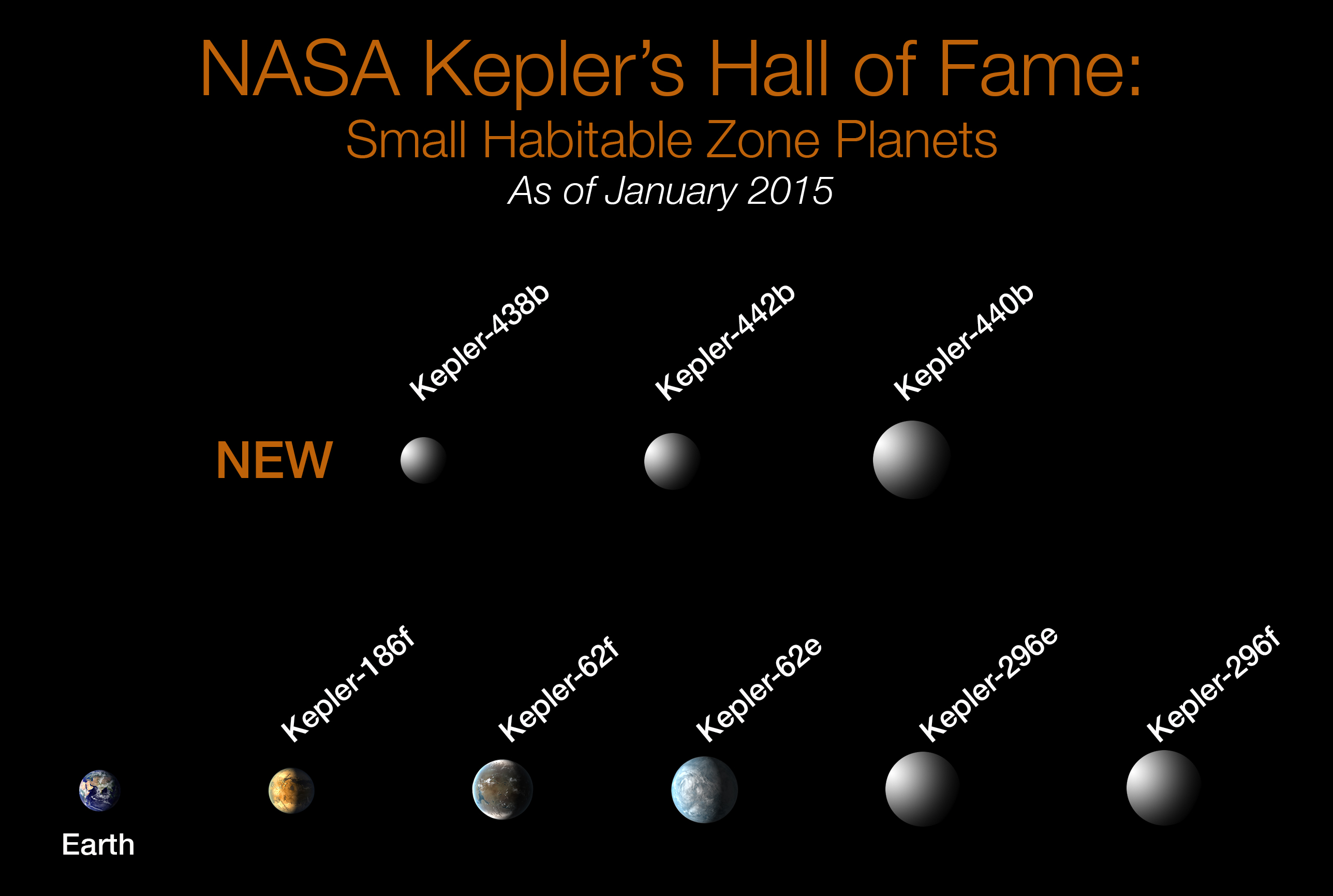
Durch Kepler entdeckte und bestätigte kleine Exoplaneten in habitablen Zonen (Stand: Januar 2015)